# Anotylus fairmairei
Anotylus fairmairei är en skalbaggsart som först beskrevs av Louis Pandellé 1867.  
Anotylus fairmairei ingår i släktet Anotylus, och familjen kortvingar. Arten är reproducerande i Sverige.